# John Hopfield
John Joseph Hopfield (ur. 15 lipca 1933 w Chicago) – amerykański fizyk, laureat Nagrody Nobla w dziedzinie fizyki w 2024 roku razem z Geoffreyem Hintonem, za podstawowe odkrycia i wynalazki umożliwiające uczenie maszynowe z wykorzystaniem sztucznych sieci neuronowych. Twórca sieci asocjacyjnych.

## Badania naukowe
Kiedy mówimy o sztucznej inteligencji, często mamy na myśli uczenie maszynowe z wykorzystaniem sztucznych sieci neuronowych. Technologia ta była pierwotnie inspirowana strukturą mózgu. W sztucznej sieci neuronowej neurony mózgu są reprezentowane przez węzły o różnych wartościach. W 1982 roku John Hopfield wynalazł sieć, która wykorzystuje metodę zapisywania i odtwarzania wzorców. Inspirację czerpał z modeli fizycznych opisujących, jak wiele małych elementów w systemie wpływa na system jako całość. Wynalazek ten stał się istotny, na przykład, w analizie obrazów.

## Życiorys
Jego rodzice byli fizykami. Ojciec, John Hopfield urodził się (jako Jan Józef Chmielewski) w Kuczborku, w Polsce (Królestwo Kongresowe), skąd emigrował do USA. W 1954 roku Hopfield uzyskał licencjat z fizyki na Swarthmore College w Pensylwanii. W 1958 obronił doktorat na Uniwersytecie Cornella w Ithace i w tym samym roku rozpoczął pracę w Laboratoriach Bella w Murray Hill. Związany był z różnymi uczelniami w USA. Od 1997 był profesorem Uniwersytetu Princeton.